# Dmitrij Wołkow
Dmitrij Aleksandrowicz Wołkow (ros. Дмитрий Александрович Волков; ur. 25 maja 1995 w Nowokujbyszewsku) – rosyjski siatkarz, grający na pozycji przyjmującego, reprezentant Rosji.

## Sukcesy klubowe
Mistrzostwo Młodej Ligi Rosyjskiej:
- 2014
- 2013

Puchar Challenge:
- 2017
- 2016

Klubowe Mistrzostwa Świata:
- 2018

Brązowy medalista Mistrzostw Rosji:
- 2019

Puchar Rosji:
- 2021[2]

## Sukcesy reprezentacyjne
EEVZA:
- 2011

Mistrzostwa Świata Kadetów:
- 2013

Olimpijski Festiwal Młodzieży Europy:
- 2013

Mistrzostwa Europy Juniorów:
- 2014

Igrzyska Europejskie:
- 2015[3]

Mistrzostwa Świata U-23:
- 2015[4]

Mistrzostwa Świata Juniorów:
- 2015[5]

Memoriał Huberta Jerzego Wagnera:
- 2018
- 2017

Mistrzostwa Europy:
- 2017

Liga Narodów:
- 2018, 2019

Igrzyska Olimpijskie:
- 2020

## Nagrody indywidualne
- 2011: MVP turnieju EEVZA
- 2013: Najlepszy przyjmujący Mistrzostw Świata Kadetów
- 2013: Najlepszy przyjmujący Olimpijskiego Festiwalu Młodzieży Europy
- 2015: Najlepszy przyjmujący Mistrzostw Świata Juniorów
- 2017: MVP Pucharu Challenge
- 2017: Najlepszy przyjmujący Memoriału Huberta Jerzego Wagnera
- 2017: Najlepszy przyjmujący Mistrzostw Europy
- 2018: Najlepszy przyjmujący Ligi Narodów
- 2018: Najlepszy przyjmujący Memoriału Huberta Jerzego Wagnera
- 2018: Najlepszy przyjmujący Klubowych Mistrzostw Świata
- 2019: Najlepszy przyjmujący Ligi Narodów